# Schwimmweltmeisterschaften 2022
| Medaillenspiegel | Medaillenspiegel    | Medaillenspiegel | Medaillenspiegel | Medaillenspiegel | Medaillenspiegel |
| Platz            | Land                | G                | S                | B                | Gesamt           |
| ---------------- | ------------------- | ---------------- | ---------------- | ---------------- | ---------------- |
| 1                | Vereinigte Staaten  | 18               | 14               | 17               | 49               |
| 2                | Volksrepublik China | 18               | 2                | 8                | 28               |
| 3                | Italien             | 9                | 7                | 6                | 22               |
| 4                | Australien          | 6                | 9                | 4                | 19               |
| 5                | Kanada              | 3                | 5                | 6                | 14               |
| 6                | Japan               | 2                | 8                | 3                | 13               |
| 7                | Frankreich          | 2                | 7                | 2                | 11               |
| 8                | Ukraine             | 2                | 6                | 2                | 10               |
| 9                | Deutschland         | 2                | 5                | 3                | 10               |
| 10               | Ungarn              | 2                | 2                | 1                | 5                |
| 11               | Schweden            | 2                | 2                | 0                | 4                |
| 12               | Brasilien           | 2                | 1                | 2                | 5                |
| 13               | Rumänien            | 2                | 0                | 0                | 2                |
| 14               | Großbritannien      | 1                | 4                | 6                | 11               |
| 15               | Niederlande         | 1                | 1                | 3                | 5                |
| 16               | Spanien             | 1                | 0                | 1                | 2                |
| 16               | Litauen             | 1                | 0                | 1                | 2                |
| 18               | Polen               | 0                | 1                | 1                | 2                |
| 19               | Südkorea            | 0                | 1                | 0                | 1                |
| 20               | Griechenland        | 0                | 0                | 3                | 3                |
| 21               | Österreich          | 0                | 0                | 2                | 2                |
| 21               | Malaysia            | 0                | 0                | 2                | 2                |
| 23               | Südafrika           | 0                | 0                | 1                | 1                |
| Gesamt           | Gesamt              | 74               | 75               | 74               | 223              |

Die 19. Schwimmweltmeisterschaften fanden vom 18. Juni bis zum 3. Juli 2022 in Budapest statt.

## Vergabe und Terminierung
Auf seinem Kongress am Rande der Schwimmweltmeisterschaften 2013 in Barcelona vergab der Schwimmweltverband FINA am 19. Juli 2013 die 19. Schwimmweltmeisterschaften für das Jahr 2021 an die ungarische Hauptstadt Budapest.
Nachdem die mexikanische Stadt Guadalajara die Schwimmweltmeisterschaften 2017 aus finanziellen Gründen zurückgegeben hatte, wurde Budapest bereits für diese WM als Austragungsort gewählt und die WM 2021 neu ausgeschrieben. Am 31. Januar 2016 erhielt die japanische Stadt Fukuoka, die schon 2001 Austragungsort war, den Zuschlag für die Ausrichtung 2021.
Durch die COVID-19-Pandemie und die daraus resultierende Verschiebung der Olympischen Sommerspiele 2020 in Tokio auf Juli/August 2021 wurden die 19. Schwimmweltmeisterschaften Anfang Mai 2020 wiederum auf den Zeitraum vom 13. bis 29. Mai 2022 verlegt. Wegen der Verbreitung der Omikron-Variante wurde die Veranstaltung im Januar 2022 erneut verschoben und sollte im Jahr 2023 stattfinden.
Schließlich vergab die FINA die 19. Schwimmweltmeisterschaften am 2. März 2022 doch wieder an den ursprünglich vorgesehenen Ausrichter Budapest, während Fukuoka im Jahr 2023 die 20. Schwimmweltmeisterschaften ausrichtete.

## Ergebnisse Beckenschwimmen

### Männer

#### 50 m Freistil
| Platz | Land | Athlet             | Zeit    |
| ----- | ---- | ------------------ | ------- |
| 1     | GBR  | Benjamin Proud     | 21,32 s |
| 2     | USA  | Michael Andrew     | 21,41 s |
| 3     | FRA  | Maxime Grousset    | 21,57 s |
| 4     | HUN  | Szebasztián Szabó  | 21,60 s |
| 5     | CAN  | Joshua Liendo      | 21,61 s |
| 6     | ITA  | Lorenzo Zazzeri    | 21,81 s |
| 7     | GBR  | Lewis Burras       | 21,83 s |
| 8     | GRE  | Kristian Gkolomeev | 21,89 s |

#### 100 m Freistil
| Platz | Land | Athlet             | Zeit    |
| ----- | ---- | ------------------ | ------- |
| 1     | ROU  | David Popovici     | 47,58 s |
| 2     | FRA  | Maxime Grousset    | 47,64 s |
| 3     | CAN  | Joshua Liendo      | 47,71 s |
| 4     | CHN  | Pan Zhanle         | 47,79 s |
| 5     | USA  | Brooks Curry       | 48,00 s |
| 6     | HUN  | Nándor Németh      | 48,13 s |
| 7     | GBR  | Lewis Burras       | 48,23 s |
| 8     | ITA  | Alessandro Miressi | 48,31 s |

#### 200 m Freistil
| Platz | Land | Athlet            | Zeit        |
| ----- | ---- | ----------------- | ----------- |
| 1     | ROU  | David Popovici    | 1:43,21 min |
| 2     | KOR  | Hwang Sun-woo     | 1:44,47 min |
| 3     | GBR  | Tom Dean          | 1:44,98 min |
| 4     | USA  | Drew Kibler       | 1:45,01 min |
| 5     | AUT  | Felix Auböck      | 1:45,11 min |
| 6     | USA  | Kieran Smith      | 1:45,16 min |
| 7     | GER  | Lukas Märtens     | 1:45,73 min |
| 8     | AUS  | Elijah Winnington | 1:45,82 min |

#### 400 m Freistil
| Platz | Land | Athlet            | Zeit        |
| ----- | ---- | ----------------- | ----------- |
| 1     | AUS  | Elijah Winnington | 3:41,22 min |
| 2     | GER  | Lukas Märtens     | 3:42,85 min |
| 3     | BRA  | Guilherme Costa   | 3:43,31 min |
| 4     | AUT  | Felix Auböck      | 3:43,58 min |
| 5     | ITA  | Marco De Tullio   | 3:44,14 min |
| 6     | KOR  | Kim Woo-min       | 3:45,64 min |
| 7     | USA  | Kieran Smith      | 3:46,43 min |
| 8     | USA  | Trey Freeman      | 3:46,53 min |

#### 800 m Freistil
| Platz | Land | Athlet               | Zeit             |
| ----- | ---- | -------------------- | ---------------- |
| 1     | USA  | Robert Finke         | 7:39,36 min (AM) |
| 2     | GER  | Florian Wellbrock    | 7:39,63 min      |
| 3     | UKR  | Mychajlo Romantschuk | 7:40,05 min      |
| 4     | ITA  | Gregorio Paltrinieri | 7:41,19 min      |
| 5     | BRA  | Guilherme Costa      | 7:45,48 min      |
| 6     | ITA  | Gabriele Detti       | 7:47,75 min      |
| 7     | FRA  | Damien Joly          | 7:48,10 min      |
| 8     | IRL  | Daniel Wiffen        | 7:50,63 min      |

#### 1500 m Freistil
| Platz | Land | Athlet               | Zeit                  |
| ----- | ---- | -------------------- | --------------------- |
| 1     | ITA  | Gregorio Paltrinieri | 14:32,80 min (ER, CR) |
| 2     | USA  | Robert Finke         | 14:36,70 min (AM)     |
| 3     | GER  | Florian Wellbrock    | 14:36,94 min          |
| 4     | GER  | Lukas Märtens        | 14:40,89 min          |
| 5     | UKR  | Mychajlo Romantschuk | 14:40,98 min          |
| 6     | BRA  | Guilherme Costa      | 14:48,53 min          |
| 7     | GBR  | Daniel Jervis        | 14:48,86 min          |
| 8     | FRA  | Damien Joly          | 15:09,15 min          |

#### 50 m Rücken
| Platz | Land | Athlet             | Zeit    |
| ----- | ---- | ------------------ | ------- |
| 1     | USA  | Justin Ress        | 24,12 s |
| 2     | USA  | Hunter Armstrong   | 24,14 s |
| 3     | POL  | Ksawery Masiuk     | 24,49 s |
| 4     | ITA  | Thomas Ceccon      | 24,51 s |
| 5     | GRE  | Apostolos Christou | 24,57 s |
| 5     | ROU  | Robert Glință      | 24,57 s |
| 7     | GER  | Ole Braunschweig   | 24,66 s |
| 8     | AUS  | Isaac Cooper       | 24,76 s |

#### 100 m Rücken
| Platz | Land | Athlet               | Zeit         |
| ----- | ---- | -------------------- | ------------ |
| 1     | ITA  | Thomas Ceccon        | 51,60 s (WR) |
| 2     | USA  | Ryan Murphy          | 51,97 s      |
| 3     | USA  | Hunter Armstrong     | 51,98 s      |
| 4     | FRA  | Yohann Ndoye Brouard | 52,50 s      |
| 5     | GRE  | Apostolos Christou   | 52,57 s      |
| 6     | POL  | Ksawery Masiuk       | 52,75 s      |
| 7     | JPN  | Ryōsuke Irie         | 52,83 s      |
| 8     | ROU  | Robert Glință        | 53,63 s      |

#### 200 m Rücken
| Platz | Land | Athlet          | Zeit        |
| ----- | ---- | --------------- | ----------- |
| 1     | USA  | Ryan Murphy     | 1:54,52 min |
| 2     | GBR  | Luke Greenbank  | 1:55,16 min |
| 3     | USA  | Shaine Casas    | 1:55,35 min |
| 4     | GBR  | Brodie Williams | 1:56,16 min |
| 5     | FRA  | Mewen Tomac     | 1:56,35 min |
| 6     | HUN  | Ádám Telegdy    | 1:56,91 min |
| 7     | SUI  | Roman Mityukov  | 1:57,45 min |
| 8     | HUN  | Benedek Kovács  | 1:58,52 min |

#### 50 m Brust
| Platz | Land | Athlet               | Zeit    |
| ----- | ---- | -------------------- | ------- |
| 1     | USA  | Nic Fink             | 26,45 s |
| 2     | ITA  | Nicolò Martinenghi   | 26,48 s |
| 3     | USA  | Michael Andrew       | 26,72 s |
| 4     | AUT  | Bernhard Reitshammer | 26,94 s |
| 5     | ITA  | Simone Cerasuolo     | 26,98 s |
| 6     | GER  | Lucas Matzerath      | 27,10 s |
| 7     | CHN  | Yan Zibei            | 27,18 s |
| 8     | BRA  | Felipe França Silva  | 27,42 s |

#### 100 m Brust
| Platz | Land | Athlet             | Zeit    |
| ----- | ---- | ------------------ | ------- |
| 1     | ITA  | Nicolò Martinenghi | 58,26 s |
| 2     | NED  | Arno Kamminga      | 58,62 s |
| 3     | USA  | Nic Fink           | 58,65 s |
| 4     | GBR  | James Wilby        | 58,93 s |
| 5     | CHN  | Yan Zibei          | 59,22 s |
| 6     | GER  | Lucas Matzerath    | 59,50 s |
| 7     | AUS  | Zac Stubblety-Cook | 59,65 s |
| 8     | LTU  | Andrius Šidlauskas | 59,80 s |

#### 200 m Brust
| Platz | Land | Athlet             | Zeit        |
| ----- | ---- | ------------------ | ----------- |
| 1     | AUS  | Zac Stubblety-Cook | 2:07,07 min |
| 2     | JPN  | Yu Hanaguruma      | 2:08,38 min |
| 2     | SWE  | Erik Persson       | 2:08,38 min |
| 4     | JPN  | Ryuya Mura         | 2:08,86 min |
| 5     | USA  | Nic Fink           | 2:09,05 min |
| 6     | ISL  | Anton McKee        | 2:09,37 min |
| 7     | NED  | Caspar Corbeau     | 2:09,62 min |
| 8     | FIN  | Matti Mattsson     | 2:09,65 min |

#### 50 m Schmetterling
| Platz | Land | Athlet            | Zeit    |
| ----- | ---- | ----------------- | ------- |
| 1     | USA  | Caeleb Dressel    | 22,57 s |
| 2     | BRA  | Nicholas Santos   | 22,78 s |
| 3     | USA  | Michael Andrew    | 22,79 s |
| 4     | TTO  | Dylan Carter      | 22,85 s |
| 5     | ITA  | Thomas Ceccon     | 22,86 s |
| 6     | HUN  | Szebasztián Szabó | 23,01 s |
| 7     | GBR  | Benjamin Proud    | 23,08 s |
| 8     | SGP  | Teong Tzen Wei    | 23,29 s |

#### 100 m Schmetterling
| Platz | Land | Athlet         | Zeit    |
| ----- | ---- | -------------- | ------- |
| 1     | HUN  | Kristóf Milák  | 50,14 s |
| 2     | JPN  | Naoki Mizunuma | 50,94 s |
| 3     | CAN  | Joshua Liendo  | 50,97 s |
| 4     | USA  | Michael Andrew | 51,11 s |
| 5     | AUS  | Matthew Temple | 51,15 s |
| 6     | AUT  | Simon Bucher   | 51,28 s |
| 7     | POL  | Jakub Majerski | 51,35 s |
| 8     | SUI  | Noè Ponti      | 51,51 s |

#### 200 m Schmetterling
| Platz | Land | Athlet           | Zeit             |
| ----- | ---- | ---------------- | ---------------- |
| 1     | HUN  | Kristóf Milák    | 1:50,34 min (WR) |
| 2     | FRA  | Léon Marchand    | 1:53,37 min      |
| 3     | JPN  | Tomoru Honda     | 1:53,61 min      |
| 4     | SUI  | Noè Ponti        | 1:54,29 min      |
| 5     | USA  | Luca Urlando     | 1:54,92 min      |
| 6     | HUN  | Tamás Kenderesi  | 1:55,20 min      |
| 7     | ITA  | Alberto Razzetti | 1:55,52 min      |
| 8     | GBR  | James Guy        | 1:55,54 min      |

#### 200 m Lagen
| Platz | Land | Athlet          | Zeit        |
| ----- | ---- | --------------- | ----------- |
| 1     | FRA  | Léon Marchand   | 1:55,22 min |
| 2     | USA  | Carson Foster   | 1:55,71 min |
| 3     | JPN  | Daiya Seto      | 1:56,22 min |
| 4     | USA  | Chase Kalisz    | 1:56,43 min |
| 5     | GBR  | Tom Dean        | 1:56,77 min |
| 6     | HUN  | Hubert Kós      | 1:57,26 min |
| 7     | NZL  | Lewis Clareburt | 1:58,11 min |
| 8     | RSA  | Matthew Sates   | 1:58,27 min |

#### 400 m Lagen
| Platz | Land | Athlet          | Zeit                 |
| ----- | ---- | --------------- | -------------------- |
| 1     | FRA  | Léon Marchand   | 4:04,28 min (ER, CR) |
| 2     | USA  | Carson Foster   | 4:06,56 min          |
| 3     | USA  | Chase Kalisz    | 4:07,47 min          |
| 4     | NZL  | Lewis Clareburt | 4:10,98 min          |
| 5     | AUS  | Brendon Smith   | 4:11,36 min          |
| 6     | JPN  | Daiya Seto      | 4:11,93 min          |
| 7     | JPN  | Tomoru Honda    | 4:12,20 min          |
| 8     | HUN  | Balázs Holló    | 4:15,17 min          |

#### 4 × 100 m Freistil
| Platz | Land | Athleten                                                                                                  | Zeit        |
| ----- | ---- | --- | ----------- |
| 1     | USA  | Caeleb Dressel (47,67 s) Ryan Held (46,99 s) Justin Ress (47,48 s) Brooks Curry (47,20 s)                 | 3:09,34 min |
| 2     | AUS  | William Yang (48,41 s) Matthew Temple (48,17 s) Jack Cartwright (47,62 s) Kyle Chalmers (46,60 s)         | 3:10,80 min |
| 3     | ITA  | Alessandro Miressi (48,38 s) Thomas Ceccon (47,57 s) Lorenzo Zazzeri (47,35 s) Manuel Frigo (47,65 s)     | 3:10,95 min |
| 4     | GBR  | Lewis Burras (48,09 s) Jacob Whittle (47,91 s) Matt Richards (48,19 s) Tom Dean (46,95 s)                 | 3:11,14 min |
| 5     | HUN  | Nándor Németh (47,97 s) Szebasztián Szabó (47,37 s) Richárd Bohus (49,01 s) Kristóf Milák (46,89 s)       | 3:11,24 min |
| 6     | CAN  | Joshua Liendo (47,87 s) Ruslan Gaziev (48,02 s) Javier Acevedo (47,97 s) Yuri Kisil (48,13 s)             | 3:11,99 min |
| 7     | BRA  | Gabriel Santos (48,63 s) Marcelo Chierighini (47,77 s) Felipe Souza (48,18 s) Vinicius Assunção (47,63 s) | 3:12,21 min |
| 8     | SRB  | Velimir Stjepanović (48,99 s) Andrej Barna (47,06 s) Uroš Nikolić (48,65 s) Nikola Aćin (49,13 s)         | 3:13,83 min |

#### 4 × 200 m Freistil
| Platz | Land | Athleten | Zeit        |
| ----- | ---- | --- | ----------- |
| 1     | USA  | Drew Kibler (1:45,54 min) Carson Foster (1:45,04 min) Trenton Julian (1:45,31 min) Kieran Smith (1:44,35 min)            | 7:00,24 min |
| 2     | AUS  | Elijah Winnington (1:45,83 min) Zac Incerti (1:45,51 min) Samuel Short (1:46,44 min) Mack Horton (1:45,72 min)           | 7:03,50 min |
| 3     | GBR  | James Guy (1:46,31 min) Jacob Whittle (1:46,80 min) Joe Litchfield (1:47,36 min) Tom Dean (1:43,53 min)                  | 7:04,00 min |
| 4     | BRA  | Fernando Scheffer (1:45,52 min) Vinicius Assunção (1:46,44 min) Murilo Sartori (1:46,34 min) Breno Correia (1:46,39 min) | 7:04,69 min |
| 5     | HUN  | Richárd Márton (1:48,12 min) Nándor Németh (1:45,73 min) Balázs Holló (1:47,74 min) Kristóf Milák (1:44,68 min)          | 7:06,27 min |
| 6     | KOR  | Hwang Sun-woo (1:45,30 min) Kim Woo-min (1:47,59 min) Lee Yoo-yeon (1:46,27 min) Lee Ho-joon (1:46,78 min)               | 7:06,93 min |
| 7     | FRA  | Jordan Pothain (1:48,41 min) Léon Marchand (1:47,59 min) Roman Fuchs (1:46,27 min) Hadrien Salvan (1:46,51 min)          | 7:08,78 min |
| 8     | CHN  | Hong Jinquan (1:47,74 min) Zhang Ziyang (1:47,95 min) Chen Juner (1:49,53 min) Pan Zhanle (1:45,71 min)                  | 7:10,93 min |

#### 4 × 100 m Lagen
| Platz | Land | Athleten | Zeit             |
| ----- | ---- | --- | ---------------- |
| 1     | ITA  | Thomas Ceccon (51,93 s) Nicolò Martinenghi (57,47 s) Federico Burdisso (50,63 s) Alessandro Miressi (47,68 s)   | 3:27,51 min (ER) |
| 2     | USA  | Ryan Murphy (52,51) Nic Fink (57,86) Michael Andrew (50,06) Ryan Held (47,36)                                   | 3:27,79 min      |
| 3     | GBR  | Luke Greenbank (53,81 s) James Wilby (58,82 s) James Guy (51,23 s) Tom Dean (47,45 s)                           | 3:31,31 min      |
| 4     | AUS  | Isaac Cooper (54,29 s) Zac Stubblety-Cook (59,88 s) Matthew Temple (50,75 s) Kyle Chalmers (46,89 s)            | 3:31,81 min      |
| 5     | FRA  | Yohann Ndoye Brouard (53,08 s) Antoine Viquerat (1:00,34 min) Léon Marchand (51,50 s) Maxime Grousset (47,45 s) | 3:32,37 min      |
| 6     | GER  | Ole Braunschweig (53,94 s) Lucas Matzerath (59,32 s) Jan Eric Friese (51,03 s) Rafael Miroslaw (48,34 s)        | 3:32,63 min      |
| 7     | AUT  | Bernhard Reitshammer (54,38 s) Valentin Bayer (59,73 s) Simon Bucher (51,04 s) Heiko Gigler (47,65 s)           | 3:32,80 min      |
| 8     | CHN  | Wang Shun (55,19 s) Qin Haiyang (59,44 s) Wang Changhao (51,38 s) Pan Zhanle (48,61 s)                          | 3:34,62 min      |

### Frauen

#### 50 m Freistil
| Platz | Land | Athletin          | Zeit    |
| ----- | ---- | ----------------- | ------- |
| 1     | SWE  | Sarah Sjöström    | 23,98 s |
| 2     | POL  | Katarzyna Wasick  | 24,18 s |
| 3     | AUS  | Meg Harris        | 24,38 s |
| 3     | USA  | Erika Brown       | 24,38 s |
| 5     | CHN  | Zhang Yufei       | 24,57 s |
| 6     | USA  | Torri Huske       | 24,64 s |
| 7     | GBR  | Anna Hopkin       | 24,71 s |
| 8     | DEN  | Julie Kepp Jensen | 24,96 s |

#### 100 m Freistil
| Platz | Land | Athletin           | Zeit    |
| ----- | ---- | ------------------ | ------- |
| 1     | AUS  | Mollie O’Callaghan | 52,67 s |
| 2     | SWE  | Sarah Sjöström     | 52,80 s |
| 3     | USA  | Torri Huske        | 52,92 s |
| 4     | CAN  | Penny Oleksiak     | 52,98 s |
| 5     | CHN  | Cheng Yujie        | 53,58 s |
| 6     | CAN  | Kayla Sanchez      | 53,59 s |
| 7     | FRA  | Marie Wattel       | 53,60 s |
| 8     | USA  | Claire Curzan      | 53,81 s |

#### 200 m Freistil
| Platz | Land | Athletin           | Zeit        |
| ----- | ---- | ------------------ | ----------- |
| 1     | CHN  | Yang Junxuan       | 1:54,92 min |
| 2     | AUS  | Mollie O’Callaghan | 1:55,22 min |
| 3     | CHN  | Tang Muhan         | 1:56,25 min |
| 4     | GBR  | Freya Anderson     | 1:56,61 min |
| 5     | AUS  | Madison Wilson     | 1:56,85 min |
| 6     | FRA  | Charlotte Bonnet   | 1:57,24 min |
| 6     | CAN  | Taylor Ruck        | 1:57,24 min |
| 8     | GER  | Isabel Marie Gose  | 1:57,38 min |

#### 400 m Freistil
| Platz | Land | Athletin          | Zeit             |
| ----- | ---- | ----------------- | ---------------- |
| 1     | USA  | Katie Ledecky     | 3:58,15 min (CR) |
| 2     | CAN  | Summer McIntosh   | 3:59,39 min      |
| 3     | USA  | Leah Smith        | 4:02,08 min      |
| 4     | AUS  | Lani Pallister    | 4:02,16 min      |
| 5     | GER  | Isabel Marie Gose | 4:03,47 min      |
| 6     | NZL  | Erika Fairweather | 4:04,73 min      |
| 7     | AUS  | Kiah Melverton    | 4:05,62 min      |
| 8     | CHN  | Tang Muhan        | 4:10,70 min      |

#### 800 m Freistil
| Platz | Land | Athletin          | Zeit        |
| ----- | ---- | ----------------- | ----------- |
| 1     | USA  | Katie Ledecky     | 8:08,04 min |
| 2     | AUS  | Kiah Melverton    | 8:18,77 min |
| 3     | ITA  | Simona Quadarella | 8:19,00 min |
| 4     | USA  | Leah Smith        | 8:20,04 min |
| 5     | CHN  | Li Bingjie        | 8:23,15 min |
| 6     | GER  | Isabel Marie Gose | 8:23,78 min |
| 7     | NZL  | Eve Thomas        | 8:30,37 min |
| 8     | BRA  | Viviane Jungblut  | 8:37,04 min |

#### 1500 m Freistil
| Platz | Land | Athletin          | Zeit         |
| ----- | ---- | ----------------- | ------------ |
| 1     | USA  | Katie Ledecky     | 15:30,15 min |
| 2     | USA  | Katie Grimes      | 15:44,89 min |
| 3     | AUS  | Lani Pallister    | 15:48,96 min |
| 4     | AUS  | Moesha Johnson    | 15:55,75 min |
| 5     | ITA  | Simona Quadarella | 16:03,84 min |
| 6     | BRA  | Beatriz Dizotti   | 16:05,25 min |
| 7     | BRA  | Viviane Jungblut  | 16:13,89 min |
| 8     | CHI  | Kristel Köbrich   | 16:20,24 min |

#### 50 m Rücken
| Platz | Land | Athletin          | Zeit    |
| ----- | ---- | ----------------- | ------- |
| 1     | CAN  | Kylie Masse       | 27,31 s |
| 2     | USA  | Katharine Berkoff | 27,39 s |
| 3     | FRA  | Analia Pigrée     | 27,40 s |
| 4     | CAN  | Ingrid Wilm       | 27,43 s |
| 5     | USA  | Regan Smith       | 27,47 s |
| 5     | AUS  | Kaylee McKeown    | 27,47 s |
| 7     | GBR  | Medi Harris       | 27,72 s |
| 8     | NED  | Kira Toussaint    | 27,80 s |

#### 100 m Rücken
| Platz | Land | Athletin       | Zeit        |
| ----- | ---- | -------------- | ----------- |
| 1     | USA  | Regan Smith    | 58,22 s     |
| 2     | CAN  | Kylie Masse    | 58,40 s     |
| 3     | USA  | Claire Curzan  | 58,67 s     |
| 4     | CHN  | Wan Letian     | 59,77 s     |
| 5     | FRA  | Emma Terebo    | 59,98 s     |
| 6     | NED  | Kira Toussaint | 59,99 s     |
| 7     | CHN  | Peng Xuwei     | 1:00,01 min |
| 7     | GBR  | Medi Harris    | 1:00,01 min |

#### 200 m Rücken
| Platz | Land | Athletin            | Zeit        |
| ----- | ---- | ------------------- | ----------- |
| 1     | AUS  | Kaylee McKeown      | 2:05,08 min |
| 2     | USA  | Phoebe Bacon        | 2:05,12 min |
| 3     | USA  | Rhyan White         | 2:06,96 min |
| 4     | ITA  | Margherita Panziera | 2:07,27 min |
| 5     | CAN  | Kylie Masse         | 2:08,00 min |
| 6     | CHN  | Peng Xuwei          | 2:09,13 min |
| 7     | HUN  | Dóra Molnár         | 2:10,08 min |
| 8     | HUN  | Katalin Burián      | 2:10,37 min |

#### 50 m Brust
| Platz | Land | Athletin            | Zeit    |
| ----- | ---- | ------------------- | ------- |
| 1     | LTU  | Rūta Meilutytė      | 29,70 s |
| 2     | ITA  | Benedetta Pilato    | 29,80 s |
| 3     | RSA  | Lara van Niekerk    | 29,90 s |
| 4     | CHN  | Tang Qianting       | 30,21 s |
| 5     | GER  | Anna Elendt         | 30,22 s |
| 6     | EST  | Eneli Jefimova      | 30,25 s |
| 7     | USA  | Lilly King          | 30,40 s |
| 8     | BRA  | Jhennifer Conceição | 30,45 s |

#### 100 m Brust
| Platz | Land | Athletin         | Zeit        |
| ----- | ---- | ---------------- | ----------- |
| 1     | ITA  | Benedetta Pilato | 1:05,93 min |
| 2     | GER  | Anna Elendt      | 1:05,98 min |
| 3     | LTU  | Rūta Meilutytė   | 1:06,02 min |
| 4     | USA  | Lilly King       | 1:06,07 min |
| 5     | JPN  | Reona Aoki       | 1:06,38 min |
| 6     | SWE  | Sophie Hansson   | 1:06,39 min |
| 7     | CHN  | Tang Qianting    | 1:06,41 min |
| 8     | GBR  | Molly Renshaw    | 1:06,60 min |

#### 200 m Brust
| Platz | Land | Athletin            | Zeit        |
| ----- | ---- | ------------------- | ----------- |
| 1     | USA  | Lilly King          | 2:22,41 min |
| 2     | AUS  | Jenna Strauch       | 2:23,04 min |
| 3     | USA  | Kate Douglass       | 2:23,20 min |
| 4     | CAN  | Kelsey Wog          | 2:23,86 min |
| 5     | LTU  | Kotryna Teterevkova | 2:23,90 min |
| 6     | GBR  | Molly Renshaw       | 2:23,92 min |
| 7     | ITA  | Francesca Fangio    | 2:25,08 min |
| 8     | GBR  | Abbie Wood          | 2:26,19 min |

#### 50 m Schmetterling
| Platz | Land | Athletin        | Zeit         |
| ----- | ---- | --------------- | ------------ |
| 1     | SWE  | Sarah Sjöström  | 24,95 s      |
| 2     | FRA  | Mélanie Henique | 25,31 s      |
| 3     | CHN  | Zhang Yufei     | 25,32 s      |
| 4     | EGY  | Farida Osman    | 25,38 s (AF) |
| 5     | USA  | Claire Curzan   | 25,43 s      |
| 6     | USA  | Torri Huske     | 25,45 s      |
| 7     | FRA  | Marie Wattel    | 25,79 s      |
| 8     | NED  | Maaike de Waard | 25,85 s      |

#### 100 m Schmetterling
| Platz | Land | Athletin          | Zeit         |
| ----- | ---- | ----------------- | ------------ |
| 1     | USA  | Torri Huske       | 55,64 s      |
| 2     | FRA  | Marie Wattel      | 56,14 s      |
| 3     | CHN  | Zhang Yufei       | 56,41 s      |
| 4     | SWE  | Louise Hansson    | 56,48 s      |
| 5     | USA  | Claire Curzan     | 56,74 s      |
| 6     | AUS  | Brianna Throssell | 56,98 s      |
| 7     | EGY  | Farida Osman      | 57,66 s (AF) |
| 8     | BIH  | Lana Pudar        | 58,44 s      |

#### 200 m Schmetterling
| Platz | Land | Athletin              | Zeit        |
| ----- | ---- | --------------------- | ----------- |
| 1     | CAN  | Summer McIntosh       | 2:05,20 min |
| 2     | USA  | Hali Flickinger       | 2:06,08 min |
| 3     | CHN  | Zhang Yufei           | 2:06,32 min |
| 4     | USA  | Regan Smith           | 2:06,79 min |
| 5     | AUS  | Elizabeth Dekkers     | 2:07,01 min |
| 6     | BIH  | Lana Pudar            | 2:07,85 min |
| 7     | DEN  | Helena Rosendahl Bach | 2:08,12 min |
| 7     | HUN  | Boglárka Kapás        | 2:08,12 min |

#### 200 m Lagen
| Platz | Land | Athletin           | Zeit        |
| ----- | ---- | ------------------ | ----------- |
| 1     | USA  | Alexandra Walsh    | 2:07,13 min |
| 2     | AUS  | Kaylee McKeown     | 2:08,57 min |
| 3     | USA  | Leah Hayes         | 2:08,91 min |
| 4     | JPN  | Rika Omoto         | 2:10,01 min |
| 5     | ISR  | Anastasia Gorbenko | 2:11,02 min |
| 6     | KOR  | Kim Seo-yeong      | 2:11,30 min |
| 7     | HUN  | Katinka Hosszú     | 2:11,37 min |
| 8     | CAN  | Mary-Sophie Harvey | 2:12,77 min |

#### 400 m Lagen
| Platz | Land | Athletin        | Zeit             |
| ----- | ---- | --------------- | ---------------- |
| 1     | CAN  | Summer McIntosh | 4:32,04 min (WJ) |
| 2     | USA  | Katie Grimes    | 4:32,67 min      |
| 3     | USA  | Emma Weyant     | 4:36,00 min      |
| 4     | HUN  | Katinka Hosszú  | 4:37,89 min      |
| 5     | JPN  | Yui Ōhashi      | 4:37,99 min      |
| 6     | CHN  | Ge Chutong      | 4:38,37 min      |
| 7     | AUS  | Jenna Forrester | 4:42,39 min      |
| 8     | JPN  | Ageha Tanigawa  | 4:44,28 min      |

#### 4 × 100 m Freistil
| Platz | Land | Athletinnen | Zeit        |
| ----- | ---- | --- | ----------- |
| 1     | AUS  | Mollie O’Callaghan (52,70 s) Madison Wilson (52,60 s) Meg Harris (53,00 s) Shayna Jack (52,65 s)                    | 3:30,95 min |
| 2     | CAN  | Kayla Sanchez (53,45 s) Taylor Ruck (52,92 s) Margaret MacNeil (53,27 s) Penny Oleksiak (52,51 s)                   | 3:32,15 min |
| 3     | USA  | Torri Huske (52,96 s) Erika Brown (53,30 s) Kate Douglass (53,61 s) Claire Curzan (52,71 s)                         | 3:32,58 min |
| 4     | CHN  | Zhang Yufei (54,81 s) Zhu Menghui (54,47 s) Yang Junxuan (52,79 s) Cheng Yujie (53,18 s)                            | 3:35,25 min |
| 5     | GBR  | Anna Hopkin (53,70 s) Abbie Wood (55,03 s) Lucy Hope (54,00 s) Freya Anderson (52,70 s)                             | 3:35,43 min |
| 6     | BRA  | Ana Carolina Vieira (54,78 s) Stephanie Balduccini (53,97 s) Giovanna Diamante (54,09 s) Giovana Medeiros (55,26 s) | 3:38,10 min |
| 7     | NED  | Marrit Steenbergen (53,41 s) Tessa Giele (54,49 s) Kim Busch (55,47 s) Valerie van Roon (54,81 s)                   | 3:38,18 min |
| 8     | HUN  | Nikolett Pádár (55,16 s) Fanni Gyurinovics (54,15 s) Petra Senánszky (54,88 s) Dóra Molnár (54,01 s)                | 3:38,20 min |

#### 4 × 200 m Freistil
| Platz | Land | Athletinnen | Zeit             |
| ----- | ---- | --- | ---------------- |
| 1     | USA  | Claire Weinstein (1:56,71 min) Leah Smith (1:56,47 min) Katie Ledecky (1:53,67 min) Bella Sims (1:54,60 min)                        | 7:41,45 min (CR) |
| 2     | AUS  | Madison Wilson (1:56,74 min) Leah Neale (1:55,27 min) Kiah Melverton (1:55,91 min) Mollie O’Callaghan (1:55,94 min)                 | 7:43,86 min      |
| 3     | CAN  | Summer McIntosh (1:54,79 min) Kayla Sanchez (1:57,39 min) Taylor Ruck (1:56,75 min) Penny Oleksiak (1:55,83 min)                    | 7:44,76 min      |
| 4     | CHN  | Tang Muhan (1:58,10 min) Li Bingjie (1:56,67 min) Ai Yanhan (1:56,77 min) Yang Junxuan (1:54,18 min)                                | 7:45,72 min      |
| 5     | HUN  | Nikolett Pádár (1:58,01 min) Dóra Molnár (1:59,76 min) Ajna Késely (1:59,69 min) Boglárka Kapás (2:00,44 min)                       | 7:57,90 min      |
| 6     | BRA  | Stephanie Balduccini (1:59,00 min) Giovanna Diamante (1:59,37 min) Aline Rodrigues (2:00,43 min) Maria Paula Heitmann (1:59,58 min) | 7:58,38 min      |
| 7     | NZL  | Erika Fairweather (1:58,24 min) Eve Thomas (1:59,17 min) Caitlin Deans (2:01,57 min) Laura Littlejohn (1:58,79 min)                 | 7:59,08 min      |
| 8     | JPN  | Momoka Yoshii (2:01,67 min) Miyu Namba (1:58,52 min) Aoi Masuda (1:59,70 min) Waka Kobori (2:00,14 min)                             | 8:00,03 min      |

#### 4 × 100 m Lagen
| Platz | Land | Athletinnen | Zeit        |
| ----- | ---- | --- | ----------- |
| 1     | USA  | Regan Smith (58,40 s) Lilly King (1:05,89 min) Torri Huske (56,67 s) Claire Curzan (52,82)                           | 3:53,78 min |
| 2     | AUS  | Kaylee McKeown (58,77 s) Jenna Strauch (1:05,99 min) Brianna Throssell (57,19 s) Mollie O’Callaghan (52,30 s)        | 3:54,25 min |
| 3     | CAN  | Kylie Masse (58,39 s) Rachel Nicol (1:07,17 min) Margaret MacNeil (56,80 s) Penny Oleksiak (52,65 s)                 | 3:55,01 min |
| 4     | SWE  | Hanna Rosvall (1:00,72 min) Sophie Hansson (1:06,20 min) Louise Hansson (56,38 s) Sarah Sjöström (52,66 s)           | 3:55,96 min |
| 5     | NED  | Kira Toussaint (59,80 s) Tes Schouten (1:06,60 min) Maaike de Waard (57,39 s) Marrit Steenbergen (53,45 s)           | 3:57,24 min |
| 6     | CHN  | Peng Xuwei (59,96 s) Tang Qianting (1:06,62 min) Zhang Yufei (57,64 s) Yang Junxuan (53,51 s)                        | 3:57,73 min |
| 7     | ITA  | Margherita Panziera (1:00,35 min) Benedetta Pilato (1:07,00 min) Elena Di Liddo (57,45 s) Silvia Di Pietro (54,06 s) | 3:58,86 min |
| 8     | FRA  | Emma Terebo (1:00,58 min) Adèle Blanchetière (1:08,34 min) Marie Wattel (57,79 s) Charlotte Bonnet (53,23 s)         | 3:59,94 min |

### Gemischte Staffeln

#### 4 × 100 m Freistil
| Platz | Land | Athlet/in | Zeit             |
| ----- | ---- | --- | ---------------- |
| 1     | AUS  | Jack Cartwright (48,12 s) Kyle Chalmers (46,98 s) Madison Wilson (52,25 s) Mollie O’Callaghan (52,03 s)         | 3:19,38 min (WR) |
| 2     | CAN  | Joshua Liendo (48,02 s) Javier Acevedo (47,96 s) Kayla Sanchez (52,52 s) Penny Oleksiak (52,11 s)               | 3:20,61 min      |
| 3     | USA  | Ryan Held (47,93 s) Brooks Curry (47,72 s) Torri Huske (52,70 s) Claire Curzan (52,84 s)                        | 3:21,09 min      |
| 4     | GBR  | Tom Dean (48,25 s) Lewis Burras (47,86 s) Anna Hopkin (53,27 s) Freya Anderson (53,06 s)                        | 3:22,44 min      |
| 5     | NED  | Stan Pijnenburg (48,80 s) Jesse Puts (48,29 s) Tessa Giele (54,98 s) Marrit Steenbergen (52,57 s)               | 3:24,24 min      |
| 6     | BRA  | Gabriel Santos (48,73 s) Vinicius Assunção (48,03 s) Giovanna Diamante (53,98 s) Stephanie Balduccini (54,04 s) | 3:24,78 min      |
| 7     | ITA  | Lorenzo Zazzeri (48,69 s) Alessandro Miressi (47,50 s) Silvia Di Pietro (54,19 s) Chiara Tarantino (55,45 s)    | 3:25,83 min      |
| 8     | CHN  | Hong Jinquan (48,88 s) Wang Changhao (48,86 s) Lao Lihui (54,60 s) Ai Yanhan (54,58 s)                          | 3:26,92 min      |

#### 4 × 100 m Lagen
| Platz | Land | Athlet/in                                                                                                | Zeit        |
| ----- | ---- | --- | ----------- |
| 1     | USA  | Hunter Armstrong (52,14 s) Nic Fink (57,86 s) Torri Huske (56,17 s) Claire Curzan (52,62 s)              | 3:38,79 min |
| 2     | AUS  | Kaylee McKeown (58,66 s) Zac Stubblety-Cook (58,92 s) Matthew Temple (50,84 s) Shayna Jack (52,92 s)     | 3:41,34 min |
| 3     | NED  | Kira Toussaint (59,72 s) Arno Kamminga (58,28 s) Nyls Korstanje (50,99 s) Marrit Steenbergen (52,55 s)   | 3:41,54 min |
| 4     | GBR  | Medi Harris (48,25 s) James Wilby (47,86 s) James Guy (53,27 s) Freya Anderson (53,06 s)                 | 3:41,65 min |
| 5     | ITA  | Thomas Ceccon (52,26 s) Nicolò Martinenghi (57,93 s) Elena Di Liddo (57,72 s) Silvia Di Pietro (53,76 s) | 3:41,67 min |
| 6     | CHN  | Xu Jiayu (52,90 s) Yan Zibei (59,25 s) Zhang Yufei (57,74 s) Cheng Yujie (53,66 s)                       | 3:43,55 min |
| 7     | JPN  | Ryōsuke Irie (52,97 s) Reona Aoki (1:07,10 min) Naoki Mizunuma (50,89 s) Rika Omoto (54,32 s)            | 3:45,28 min |
| 8     | GER  | Ole Braunschweig (54,08 s) Anna Elendt (1:05,83 min) Angelina Köhler (58,39 s) Rafael Miroslaw (48,34 s) | 3:46,64 min |

## Ergebnisse Freiwasserschwimmen

### Männer

#### 5 km
| Platz | Land | Athleten             | Zeit        |
| ----- | ---- | -------------------- | ----------- |
| 1     | GER  | Florian Wellbrock    | 52:48,8 min |
| 2     | ITA  | Gregorio Paltrinieri | 52:52,7 min |
| 3     | UKR  | Mychajlo Romantschuk | 53:13,9 min |
| 4     | ITA  | Domenico Acerenza    | 53:22,6 min |
| 5     | FRA  | Marc-Antoine Olivier | 53:26,0 min |
| 6     | FRA  | Logan Fontaine       | 53:43,2 min |
| 7     | HUN  | Dávid Betlehem       | 54:22,0 min |
| 8     | AUS  | Kyle Lee             | 54:28,2 min |

#### 10 km
| Platz | Land | Athleten             | Zeit        |
| ----- | ---- | -------------------- | ----------- |
| 1     | ITA  | Gregorio Paltrinieri | 1:50:56,8 h |
| 2     | ITA  | Domenico Acerenza    | +1,4 s      |
| 3     | GER  | Florian Wellbrock    | +14,4 s     |
| 4     | FRA  | Marc-Antoine Olivier | +14,7 s     |
| 5     | HUN  | Dávid Betlehem       | +33,0 s     |
| 6     | UKR  | Mychajlo Romantschuk | +44,8 s     |
| 7     | GER  | Niklas Frach         | +49,0 s     |
| 8     | AUS  | Nicholas Sloman      | +1:01,3 min |

#### 25 km
| Platz | Land | Athleten        | Zeit         |
| ----- | ---- | --------------- | ------------ |
| 1     | ITA  | Dario Verani    | 5:02:21,5 h  |
| 2     | FRA  | Axel Reymond    | +1,2 s       |
| 3     | HUN  | Péter Gálicz    | +13,9 s      |
| 4     | NED  | Marcel Schouten | +25,2 s      |
| 5     | AUS  | Kyle Lee        | +27,0 s      |
| 6     | NED  | Lars Bottelier  | +30,1 s      |
| 7     | ITA  | Matteo Furlan   | +32,3 s      |
| 8     | HUN  | Akos Kalmar     | +1:30,60 min |

### Frauen

#### 5 km
| Platz | Land | Athleten                | Zeit         |
| ----- | ---- | ----------------------- | ------------ |
| 1     | BRA  | Ana Marcela Cunha       | 57:52,90 min |
| 2     | FRA  | Aurélie Muller          | +0,9 s       |
| 3     | ITA  | Giulia Gabbrielleschi   | +2,0 s       |
| 4     | GER  | Leonie Beck             | +3,3 s       |
| 5     | ESP  | María de Valdes Alvárez | +6,1 s       |
| 6     | ITA  | Ginevra Taddeucci       | +7,5 s       |
| 7     | AUS  | Viviane Jungblut        | +7,6 s       |
| 8     | BRA  | Moesha Johnson          | +9,6 s       |

#### 10 km
| Platz | Land | Athleten              | Zeit        |
| ----- | ---- | --------------------- | ----------- |
| 1     | NED  | Sharon van Rouwendaal | 2:02:29,2 h |
| 2     | GER  | Leonie Beck           | +0,5 s      |
| 3     | BRA  | Ana Cunha             | +1,5 s      |
| 4     | FRA  | Aurélie Muller        | +6,9 s      |
| 5     | USA  | Katie Grimes          | +8,0 s      |
| 6     | HUN  | Anna Olasz            | +9,9 s      |
| 7     | POR  | Angélica André        | +10,1 s     |
| 8     | GER  | Lea Boy               | +11,3 s     |

#### 25 km
| Platz | Land | Athleten              | Zeit        |
| ----- | ---- | --------------------- | ----------- |
| 1     | BRA  | Ana Cunha             | 5:24:15,2 h |
| 2     | GER  | Lea Boy               | +0,2 s      |
| 3     | NED  | Sharon van Rouwendaal | +0,3 s      |
| 4     | ITA  | Barbara Pozzobon      | +1,3 s      |
| 5     | FRA  | Caroline Jouisse      | +1:17,1 min |
| 6     | GER  | Elea Linka            | +1:21,7 min |
| 7     | USA  | Anna Auld             | +2:10,6 min |
| 8     | HUN  | Réka Rohács           | +2:13,6 min |

### Gemischte Staffel

#### 4 × 1500 m
| Platz | Land | Athlet/in                                                                      | Zeit         |
| ----- | ---- | ------------------------------------------------------------------------------ | ------------ |
| 1     | GER  | Lea Boy Oliver Klemet Leonie Antonia Beck Florian Wellbrock                    | 1:04:40,50 h |
| 2     | HUN  | Réka Rohács Anna Olasz Dávid Betlehem Kristóf Rasovszky                        | 1:04:43,00 h |
| 3     | ITA  | Ginevra Taddeucci Giulia Gabbrielleschi Domenico Acerenza Gregorio Paltrinieri | 1:04:43,00 h |
| 4     | FRA  | Caroline Jouisse Aurélie Muller Sacha Velly Marc-Antoine Olivier               | 1:04:56,40 h |
| 5     | BRA  | Cibelle Jungblut Viviane Jungblut Bruce Almeida Guilherme Costa                | 1:05:29,10 h |
| 6     | AUS  | Chelsea Gubecka Moesha Johnson Bailey Armstrong Nicholas Sloman                | 1:05:30,80 h |
| 7     | USA  | Mariah Denigan Bella Sims Brennan Gravley Charlie Clark                        | 1:05:50,50 h |
| 8     | CHN  | Sun Jiake Xin Xin Tang Haoyang Zhang Ziyang                                    | 1:06:21,80 h |

## Ergebnisse Synchronschwimmen

### Kombination
| Platz | Land | Athletinnen | Punkte  |
| ----- | ---- | --- | ------- |
| 1     | UKR  | Maryna Aleksiyiva Vladyslava Aleksiyiva Olesia Derevianchenko Marta Fiedina Veronika Hryshko Sofiia Matsiievska Daria Moshynska Anhelina Ovchynnikova Anastasiia Shmonina Valeriya Tyshchenko | 95,0333 |
| 2     | JPN  | Moka Fujii Moe Higa Asaka Hosokawa Yuka Kawase Moeka Kijima Hikari Suzuki Akane Yanagisawa Mashiro Yasunaga Megumu Yoshida Rie Yoshida                                                        | 93,5667 |
| 3     | ITA  | Domiziana Cavanna Linda Cerruti Constanza Di Camillo Costanza Ferro Gemma Galli Marta Iacoacci Marta Murru Enrica Piccoli Federica Sala Francesca Zunino                                      | 92,0333 |

### Solo (technisches Programm)
| Platz | Land | Athletin             | Punkte  |
| ----- | ---- | -------------------- | ------- |
| 1     | JPN  | Yukiko Inui          | 92,8662 |
| 2     | UKR  | Marta Fjedina        | 91,9555 |
| 3     | GRE  | Evangelia Platanioti | 89,5110 |

### Duett (technisches Programm)
| Platz | Land | Athletinnen                                  | Punkte  |
| ----- | ---- | -------------------------------------------- | ------- |
| 1     | CHN  | Wang Liuyi Wang Qianyi                       | 93,7536 |
| 2     | UKR  | Maryna Aleksiyiva Vladyslava Aleksiyiva      | 91,8617 |
| 3     | AUT  | Anna-Maria Alexandri Eirini-Marina Alexandri | 91,2622 |

### Mannschaft (technisches Programm)
| Platz | Land | Athletin | Punkte  |
| ----- | ---- | --- | ------- |
| 1     | CHN  | Chang Hao Feng Yu Wang Ciyue Wang Liuyi Wang Qianyi Xiang Binxuan Xiao Yanning Zhang Yayi                                | 94,7202 |
| 2     | JPN  | Moka Fujii Moe Higa Moeka Kijima Tomoka Sato Akane Yanagisawa Mashiro Yasunaga Megumu Yoshida Rie Yoshida                | 92,2261 |
| 3     | ITA  | Domiziana Cavanna Linda Cerruti Costanza Di Camillo Costanza Ferro Gemma Galli Marta Iacoacci Marta Murru Enrica Piccoli | 91,0191 |

### Mixed Duett (technisches Programm)
| Platz | Land | Athleten                           | Punkte  |
| ----- | ---- | ---------------------------------- | ------- |
| 1     | ITA  | Giorgio Minisini Lucrezia Ruggiero | 89,2685 |
| 2     | JPN  | Tomoka Sato Yotaro Sato            | 86,5939 |
| 3     | CHN  | Shi Haoyu Zhang Yiyao              | 86,4425 |

### Solo (freies Programm)
| Platz | Land | Athletin             | Punkte  |
| ----- | ---- | -------------------- | ------- |
| 1     | JPN  | Yukiko Inui          | 95,3667 |
| 2     | UKR  | Marta Fjedina        | 93,800  |
| 3     | GRE  | Evangelia Platanioti | 91,7667 |

### Duett (freies Programm)
| Platz | Land | Athletinnen                                  | Punkte  |
| ----- | ---- | -------------------------------------------- | ------- |
| 1     | CHN  | Wang Liuyi Wang Qianyi                       | 95,5667 |
| 2     | UKR  | Maryna Aleksiyiva Vladyslava Aleksiyiva      | 94,1667 |
| 3     | AUT  | Anna-Maria Alexandri Eirini-Marina Alexandri | 92,800  |

### Mannschaft (freies Programm)
| Platz | Land | Athletin | Punkte  |
| ----- | ---- | --- | ------- |
| 1     | CHN  | Chang Hao Feng Yu Wang Ciyue Wang Liuyi Wang Qianyi Xiang Binxuan Xiao Yanning Zhang Yayi                                                                 | 96,7000 |
| 2     | UKR  | Maryna Aleksiyiva Vladyslava Aleksiyiva Olesia Derevianchenko Marta Fiedina Veronika Hryshko Sofiia Matsiievska Anhelina Ovchynnikova Valeriya Tyshchenko | 95,0000 |
| 3     | JPN  | Moka Fujii Moe Higa Moeka Kijima Tomoka Sato Hikari Suzuki Akane Yanagisawa Mashiro Yasunaga Megumu Yoshida                                               | 93,1333 |

### Mixed Duett (freies Programm)
| Platz | Land | Athleten                           | Punkte  |
| ----- | ---- | ---------------------------------- | ------- |
| 1     | ITA  | Giorgio Minisini Lucrezia Ruggiero | 90,9667 |
| 2     | JPN  | Tomoka Sato Yotaro Sato            | 89,7333 |
| 3     | CHN  | Shi Haoyu Zhang Yiyao              | 88,4000 |

### Highlight
| Platz | Land | Athletinnen | Punkte  |
| ----- | ---- | --- | ------- |
| 1     | UKR  | Maryna Aleksiyiva Vladyslava Aleksiyiva Olesia Derevianchenko Marta Fiedina Veronika Hryshko Sofiia Matsiievska Anhelina Ovchynnikova Valeriya Tyshchenko | 95,0333 |
| 2     | ITA  | Domiziana Cavanna Linda Cerruti Constanza Di Camillo Costanza Ferro Gemma Galli Marta Iacoacci Marta Murru Enrica Piccoli Federica Sala Francesca Zunino  | 92,2667 |
| 3     | ESP  | Cristina Arámbula Abril Conesa Berta Ferreras Emma García Mireia Hernández Meritxell Mas Alisa Ozhogina Paula Ramírez Iris Tió Blanca Toledano            | 91,9333 |

## Ergebnisse Wasserspringen

### Männer

#### 1-Meter-Einzel
| Platz | Land | Athlet             | Punkte |
| ----- | ---- | ------------------ | ------ |
| 1     | CHN  | Wang Zongyuan      | 493,30 |
| 2     | GBR  | Jack Laugher       | 426,95 |
| 3     | AUS  | Li Shixin          | 395,40 |
| 4     | FRA  | Jules Bouyer       | 381,30 |
| 5     | COL  | Sebastián Morales  | 374,90 |
| 6     | USA  | Jordan Rzepka      | 372,05 |
| 7     | JAM  | Yona Knight-Wisdom | 370,90 |
| 8     | CHN  | Zheng Jiuyuan      | 365,55 |
| 9     | DOM  | Jonathan Ruvalcaba | 346,15 |
| 10    | ITA  | Giovanni Tocci     | 326,75 |
| 11    | JPN  | Rikuto Tamai       | 326,60 |
| 12    | USA  | Tyler Downs        | 293,10 |

#### 3-Meter-Einzel
| Platz | Land | Athlet           | Punkte |
| ----- | ---- | ---------------- | ------ |
| 1     | CHN  | Wang Zongyuan    | 561,95 |
| 2     | CHN  | Cao Yuan         | 492,85 |
| 3     | GBR  | Jack Laugher     | 473,30 |
| 4     | COL  | Luis Uribe       | 457,15 |
| 5     | FRA  | Alexis Jandard   | 427,50 |
| 6     | JPN  | Sho Sakai        | 424,00 |
| 7     | FRA  | Jules Bouyer     | 421,70 |
| 8     | SUI  | Guillaume Dutoit | 394,10 |
| 9     | GBR  | Jordan Houlden   | 390,60 |
| 10    | BRA  | Rafael Fogaça    | 365,40 |
| 11    | ESP  | Alberto Arévalo  | 360,50 |
| 12    | JPN  | Haruki Suyama    | 344,90 |

#### 10-Meter-Einzel
| Platz | Land | Athlet                | Punkte |
| ----- | ---- | --------------------- | ------ |
| 1     | CHN  | Yang Jian             | 515,55 |
| 2     | JPN  | Rikuto Tamai          | 488,00 |
| 3     | CHN  | Yang Hao              | 485,45 |
| 4     | AUS  | Cassiel Rousseau      | 481,15 |
| 5     | GBR  | Noah Williams         | 479,05 |
| 6     | UKR  | Oleksij Sereda        | 477,45 |
| 7     | CAN  | Nathan Zsombor-Murray | 446,55 |
| 8     | GBR  | Matty Lee             | 426,15 |
| 9     | CAN  | Rylan Wiens           | 416,20 |
| 10    | AUS  | Sam Fricker           | 391,15 |
| 11    | USA  | Josh Hedberg          | 375,10 |
| 12    | JPN  | Shu Ohkubo            | 370,25 |

#### 3-Meter-Synchron
| Platz | Land | Athleten                             | Punkte |
| ----- | ---- | ------------------------------------ | ------ |
| 1     | CHN  | Cao Yuan Wang Zongyuan               | 459,18 |
| 2     | GBR  | Anthony Harding Jack Laugher         | 451,71 |
| 3     | GER  | Timo Barthel Lars Rüdiger            | 406,44 |
| 4     | SUI  | Guillaume Dutoit Jonathan Suckow     | 376,05 |
| 5     | FRA  | Alexis Jandard Jules Bouyer          | 375,54 |
| 6     | ITA  | Lorenzo Marsaglia Giovanni Tocci     | 372,33 |
| 7     | COL  | Sebastián Morales Luis Uribe         | 364,62 |
| 8     | MEX  | Diego García Yolotl Martínez         | 363,21 |
| 9     | UKR  | Oleksandr Horschkowosow Oleh Kolodij | 362,43 |
| 10    | ESP  | Adrián Abadía Nicolás García         | 354,60 |
| 11    | MAS  | Chew Yiwei Tze Liang Ooi             | 337,83 |
| 12    | NZL  | Liam Stone Frazer Tavener            | 322,11 |

#### 10-Meter-Synchron
| Platz | Land | Athleten                              | Punkte |
| ----- | ---- | ------------------------------------- | ------ |
| 1     | CHN  | Yang Hao Lian Junjie                  | 467,79 |
| 2     | GBR  | Matty Lee Noah Williams               | 427,71 |
| 3     | CAN  | Rylan Wiens Nathan Zsombor-Murray     | 417,12 |
| 4     | UKR  | Kirill Boljuch Oleksij Sereda         | 396,27 |
| 5     | GER  | Timo Barthel Jaden Eikermann          | 377,37 |
| 6     | CUB  | Luis Cañabate Carlos Ramos            | 371,01 |
| 7     | AUS  | Domonic Bedggood Cassiel Rousseau     | 368,10 |
| 8     | USA  | Zachary Cooper Maxwell Flory          | 358,17 |
| 9     | BRA  | Kawan Pereira Isaac Souza             | 329,79 |
| 10    | ITA  | Andreas Larsen Eduard Timbretti Gugiu | 328,95 |
| 11    | MAS  | Hanis Jaya Surya Jellson Jabillin     | 322,35 |
| 12    | AUT  | Anton Knoll Dariush Lotfi             | 316,20 |

### Frauen

#### 1-Meter-Einzel
| Platz | Land | Athletin          | Punkte |
| ----- | ---- | ----------------- | ------ |
| 1     | CHN  | Li Yajie          | 300,85 |
| 2     | USA  | Sarah Bacon       | 276,65 |
| 3     | CAN  | Mia Vallée        | 276,60 |
| 4     | ITA  | Chiara Pellacani  | 269,25 |
| 5     | AUS  | Georgia Sheehan   | 260,95 |
| 6     | GBR  | Grace Reid        | 257,50 |
| 7     | GER  | Jette Müller      | 256,15 |
| 8     | SUI  | Michelle Heimberg | 255,60 |
| 9     | CAN  | Margo Erlam       | 246,10 |
| 10    | USA  | Brooke Schultz    | 244,20 |
| 11    | SWE  | Emilia Nilsson    | 241,05 |
| 12    | SWE  | Emma Gullstrand   | 225,55 |

#### 3-Meter-Einzel
| Platz | Land | Athletin          | Punkte |
| ----- | ---- | ----------------- | ------ |
| 1     | CHN  | Chen Yiwen        | 366,90 |
| 2     | CAN  | Mia Vallée        | 329,00 |
| 3     | CHN  | Chang Yani        | 325,85 |
| 4     | GER  | Tina Punzel       | 315,60 |
| 5     | USA  | Sarah Bacon       | 314,25 |
| 6     | SUI  | Michelle Heimberg | 301,95 |
| 7     | JPN  | Sayaka Mikami     | 294,20 |
| 8     | GBR  | Grace Reid        | 292,90 |
| 9     | ITA  | Chiara Pellacani  | 291,60 |
| 10    | JPN  | Haruka Enomoto    | 281,05 |
| 11    | SWE  | Emilia Nilsson    | 265,20 |
| 12    | GER  | Lena Hentschel    | 262,55 |

#### 10-Meter-Einzel
| Platz | Land | Athletin              | Punkte |
| ----- | ---- | --------------------- | ------ |
| 1     | CHN  | Chen Yuxi             | 417,25 |
| 2     | CHN  | Quan Hongchan         | 416,95 |
| 3     | MAS  | Pandelela Rinong      | 338,85 |
| 4     | BRA  | Ingrid de Oliveira    | 327,10 |
| 5     | CAN  | Caeli McKay           | 318,45 |
| 6     | JPN  | Matsuri Arai          | 307,00 |
| 7     | ITA  | Sarah Jodoin Di Maria | 295,65 |
| 8     | AUS  | Emily Boyd            | 294,10 |
| 9     | USA  | Daryn Wright          | 277,10 |
| 10    | AUS  | Nikita Hains          | 270,60 |
| 11    | NED  | Guurtje Praasterink   | 268,55 |
| 12    | GER  | Christina Wassen      | 253,80 |

#### 3-Meter-Synchron
| Platz | Land | Athletinnen                         | Punkte |
| ----- | ---- | ----------------------------------- | ------ |
| 1     | CHN  | Chang Yani Chen Yiwen               | 343,14 |
| 2     | JPN  | Rin Kaneto Sayaka Mikami            | 303,00 |
| 3     | AUS  | Maddison Keeney Anabelle Smith      | 294,12 |
| 4     | GER  | Lena Hentschel Tina Punzel          | 282,99 |
| 5     | CAN  | Margo Erlam Mia Vallée              | 282,90 |
| 6     | MAS  | Yan Yee Ng Nur Dhabitah Sabri       | 282,45 |
| 7     | USA  | Brooke Schultz Kristen Hayden       | 273,90 |
| 8     | MEX  | Arantxa Chávez Abril Navarro        | 266,16 |
| 9     | GBR  | Desharne Bent-Ashmeil Amy Rollinson | 248,40 |
| 10    | BRA  | Luana Lira Anna Lucia Rodrigues     | 245,94 |
| 11    | COL  | Diana Pineda Daniela Zapata         | 229,80 |
| 12    | FRA  | Jade Gillet Nais Gillet             | 228,45 |

#### 10-Meter-Synchron
| Platz | Land | Athletinnen                              | Punkte |
| ----- | ---- | ---------------------------------------- | ------ |
| 1     | CHN  | Chen Yuxi Quan Hongchan                  | 368,40 |
| 2     | USA  | Delaney Schnell Katrina Young            | 299,40 |
| 3     | MAS  | Pandelela Rinong Pamg Nur Dhabitah Sabri | 298,68 |
| 4     | JPN  | Matsuri Arai Minami Itahashi             | 297,84 |
| 5     | GER  | Elena Wassen Christina Wassen            | 284,16 |
| 6     | UKR  | Ksenija Bajlo Sofija Lyskun              | 283,08 |
| 7     | AUS  | Charli Petrov Melissa Wu                 | 274,68 |
| 8     | MEX  | Viviana Del Ángel Samantha Jiménez       | 269,10 |
| 9     | GBR  | Robyn Birch Emily Martin                 | 259,20 |

### Mixed

#### 3-Meter-Synchron
| Platz | Land | Athlet/in                        | Punkte |
| ----- | ---- | -------------------------------- | ------ |
| 1     | CHN  | Lin Shan Zhu Zifeng              | 324,15 |
| 2     | ITA  | Chiara Pellacani Matteo Santoro  | 293,55 |
| 3     | GBR  | Grace Reid James Heatly          | 287,61 |
| 4     | MEX  | Arantxa Chávez Kevin Muñoz       | 282,42 |
| 5     | GER  | Tina Punzel Lou Massenberg       | 277,62 |
| 6     | KOR  | Kim Su-ji Yi Jaeg-yeong          | 275,82 |
| 7     | MAS  | Yan Yee Ng Muhammad Puteh        | 275,46 |
| 8     | USA  | Kristen Hayden Quentin Henninger | 271,86 |

#### 10-Meter-Synchron
| Platz | Land | Athlet/in                                    | Punkte |
| ----- | ---- | -------------------------------------------- | ------ |
| 1     | CHN  | Ren Qian Duan Yu                             | 341,16 |
| 2     | UKR  | Sofija Lyskun Oleksij Sereda                 | 317,01 |
| 3     | USA  | Delaney Schnell Carson Tyler                 | 315,90 |
| 4     | GER  | Elena Wassen Lou Massenberg                  | 286,38 |
| 5     | ITA  | Sarah Jodoin Di Maria Eduard Timbretti Gugiu | 269,34 |
| 6     | CUB  | Anisley García Carlos Ramos                  | 263,91 |
| 7     | KOR  | Cho Eun-bi Yi Jaeg-yeong                     | 249,39 |
| 8     | FRA  | Jade Gillet Gary Hunt                        | 246,39 |
| 9     | AUS  | Melissa Wu Domonic Bedggood                  | 243,12 |

#### Team
| Platz | Land | Athlet/in                              | Punkte |
| ----- | ---- | -------------------------------------- | ------ |
| 1     | CHN  | Quan Hongchan Bai Yuming               | 391,40 |
| 2     | FRA  | Jade Gillet Alexis Jandard             | 358,50 |
| 3     | GBR  | Andrea Spendolini-Sirieix James Heatly | 357,60 |
| 4     | GER  | Elena Wassen Timo Barthel              | 354,35 |
| 5     | MAS  | Pandelela Rinong Pamg Tze Liang Ooi    | 350,25 |
| 6     | BRA  | Ross Haslam Eden Cheng                 | 348,55 |
| 7     | KOR  | Cho Eun-bi Yi Jaeg-yeong               | 332,85 |
| 8     | USA  | Daryn Wright Maxwell Flory             | 319,60 |
| 9     | AUS  | Charli Petrov Samuel Fricker           | 318,45 |
| 10    | MEX  | Viviana Del Ángel Kevin Muñoz          | 289,35 |
| 11    | COL  | Viviana Uribe Leonardo García          | 270,85 |
| 12    | CUB  | Anisley García Luis Cañabate           | 237,55 |
| 13    | NZL  | Liam Stone Mikali Dawson               | 227,90 |

## Ergebnisse Wasserball

### Männer
| Platz | Land               |
| ----- | ------------------ |
| 1     | Spanien            |
| 2     | Italien            |
| 3     | Griechenland       |
| 4     | Kroatien           |
| 5     | Serbien            |
| 6     | Vereinigte Staaten |
| 7     | Ungarn             |
| 8     | Montenegro         |

### Frauen
| Platz | Land               |
| ----- | ------------------ |
| 1     | Vereinigte Staaten |
| 2     | Ungarn             |
| 3     | Niederlande        |
| 4     | Italien            |
| 5     | Spanien            |
| 6     | Australien         |
| 7     | Griechenland       |
| 8     | Frankreich         |